# VII Korpus Wielkiej Armii

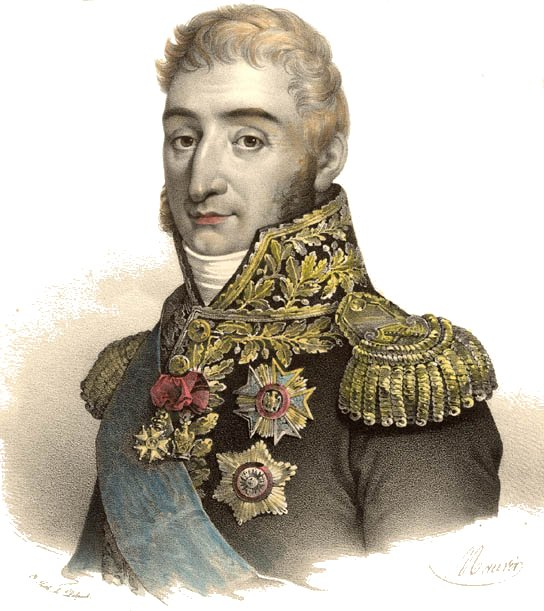
Marsz. Pierre Augereau, dowódca VII Korpusu WA w 1806

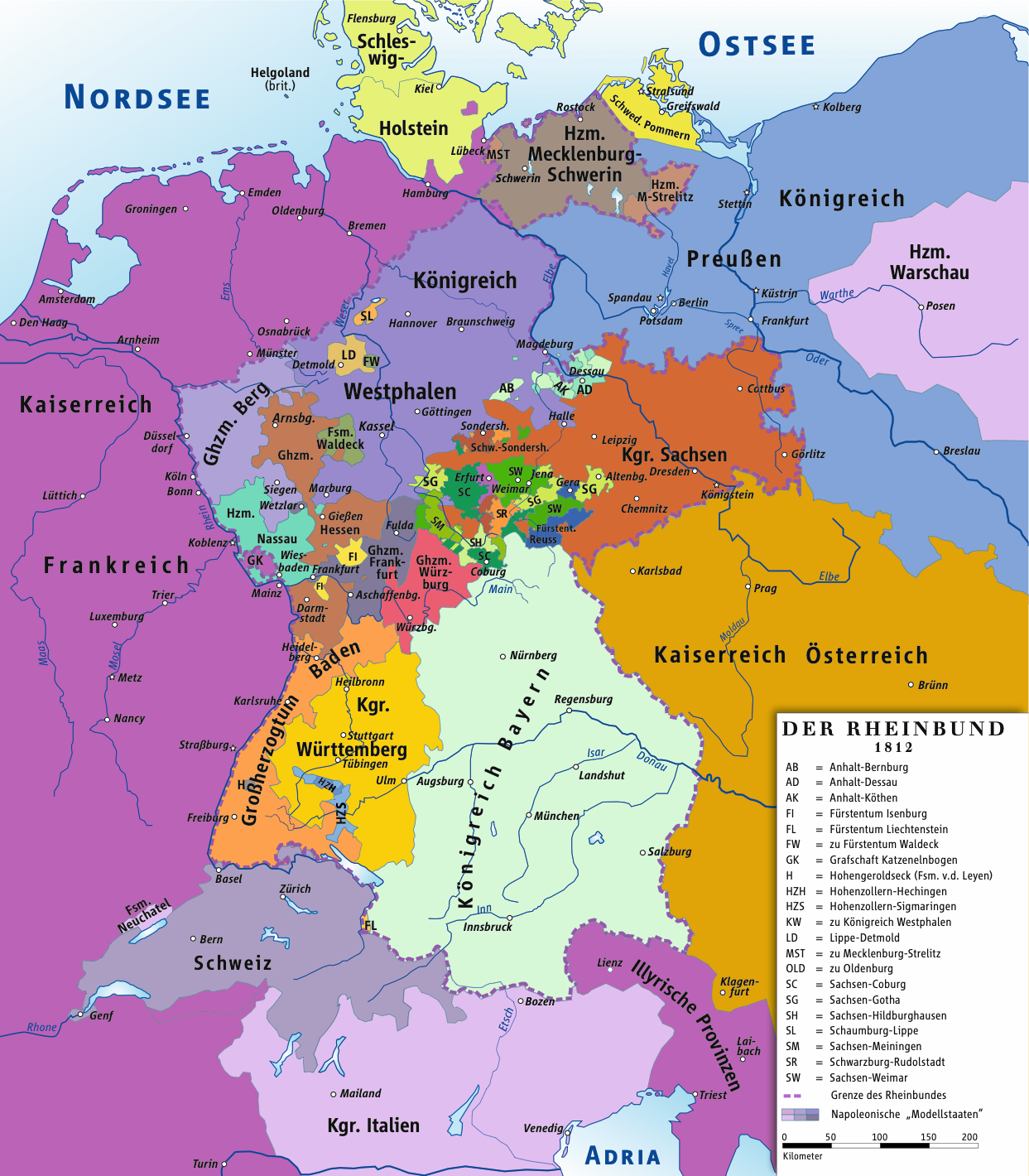
Mapa Związku Reńskiego 1812; w centrum Królestwo Saksonii (kolor ceglasty).

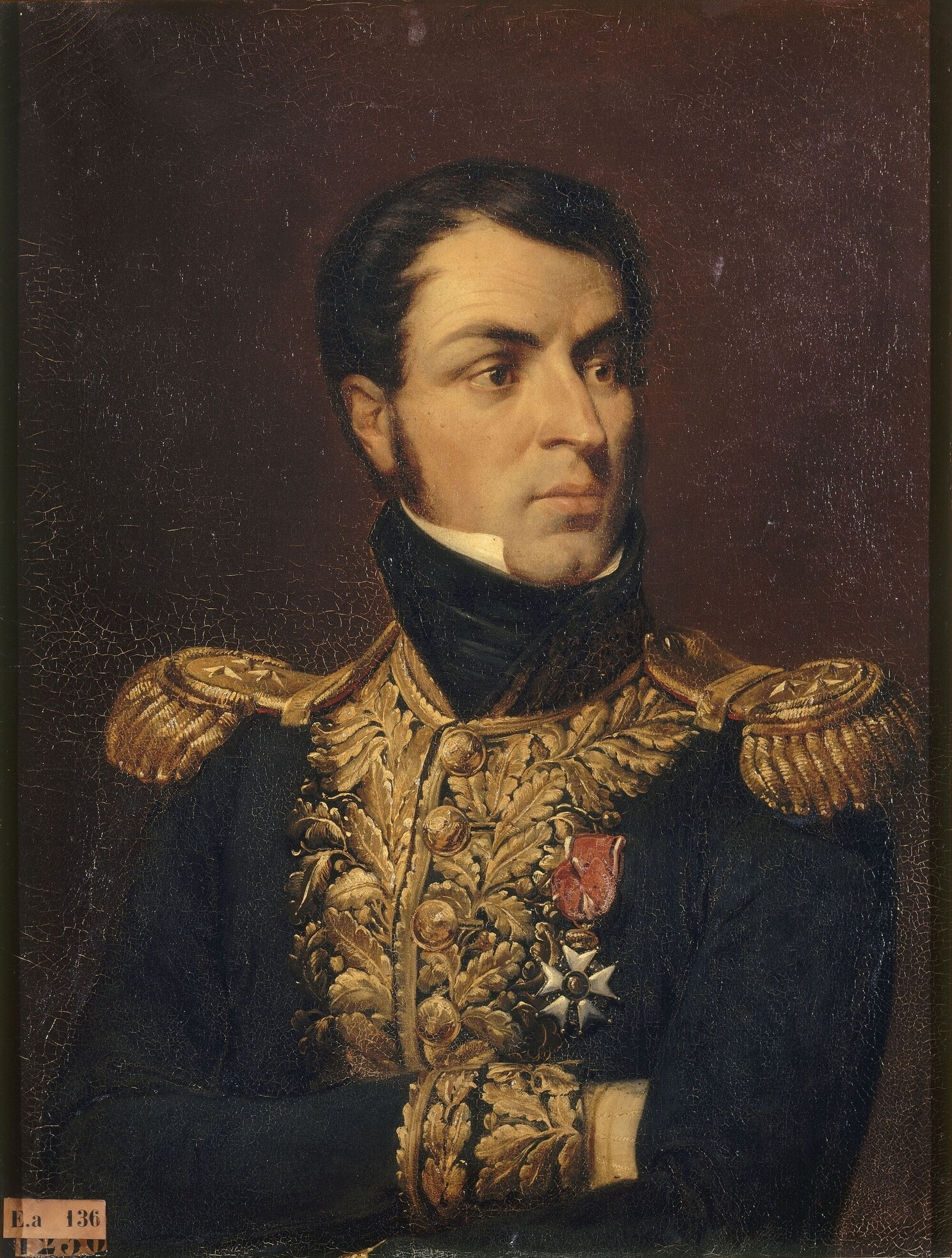
Gen. Jean Louis Ebenezer Reynier, dowódca VII Korpusu Wielkiej Armii

VII Korpus Wielkiej Armii – jeden z korpusów Wielkiej Armii I Cesarstwa Francuskiego, zwany czasem w literaturze "Korpusem saksońskim" lub "Korpusem saskim".

## Kampania pruska 1806
4 października 1806 Wielka Armia wkroczyła do sprzymierzonej z Prusami Saksonii idąc na północny wschód. Podzielona była na korpusy armijne.
V Korpus marsz. Jeana Lannesa i VII Korpus marsz. Pierre'a Augereau maszerowały z Bambergu przez Coburg na Saalfeld/Saale. 

## Odtworzenie korpusu w Saksonii w 1812
Do wojny 1812 Sasi wystawili osobny korpus (VII) pod dowództwem gen. Reyniera. Początkowo liczył on 22 bataliony piechoty, 28 szwadronów jazdy i 50 dział. Korpus wraz z Polakami księcia Poniatowskiego i Westfalczykami gen. Vandamme’a znalazł się w prawoskrzydłowej grupie korpusów pod komendą króla Hieronima Bonapartego. 
Po przejściu Saksonii na stronę Francji, generalicja saska upodobniła się strojem do swoich kolegów z armii francuskiej. Nosiła praktycznie takie same mundury jak armia francuska.

## Początek wojny z Rosją 1812
- dowódca gen. Jean-Louis-Ébénézer Reynier (1771–1814), Szwajcar
- 18 000 ludzi
- 56 armat

Po zakończeniu działań związanych z kampanią w Rosji, Sasi stanęli przed problemem czy należy nadal służyć Napoleonowi. VII Korpus został przydzielony do armii Łaby, jednak pod koniec marca, wojska saskie opuściły dywizję Durutte’a i pomaszerowały do Torgau. Brygada ciężkiej jazdy złożona z nienaruszonego pułku Leib Cuirassier Garde i zreorganizowanego pułku Zastrowa należała do 1 Dywizji Kirasjerów I Korpusu Kawalerii.

## Skład w sierpniu 1813
Kwatera główna VII Korpusu Wielkiej Armii mieściła się w m. Hoyerswerda.
- dowódca - gen. dyw. Jean-Louis-Ébénézer Reynier (1771–1814), Szwajcar
- szef sztabu - gen. bryg. François Joseph Fidèle Gressot (1770–1848), Szwajcar
- dowódca artylerii - płk Verpeau

- 24 Dywizja Saska - gen. dyw. Edler von Lecoq
- 1 Brygada - płk von Brause
  - Grenadierzy gwardii saksońskiej - dow. Tecski
  - 1 Pułk Lekkiej Piechoty Saksońskiej
  - Pułk von Maximilien - dow. von Könneritz
  - Pułk von Rechten - dow. von Hausen
  - Kompania Szaserów saksońskich
- 2 Brygada - gen. A.F. Mellentin
  - Grenadierzy saksońscy - dow. Spiegel
  - Pułk Fryderyka
  - Pułk von Steindel
  - Dwie baterie piesze, oddział wozów artyleryjskich

- 25 Dywizja Saska - gen. dyw. Carl Ludwig Sahrer von Sahr (1761–1828)
- 1 Brygada - płk von Bose
  - Grenadierzy gwardii saksońskiej - dow. Kleist
  - 2 Pułk Lekkiej Piechoty Saksońskiej
  - Pułk Królewski - dow. Melzradt
  - Pułk von Niesmenchel - dow. Troski
- 2 Brygada - płk von Russel
  - Pułk von Low
  - Pułk d'Antoine

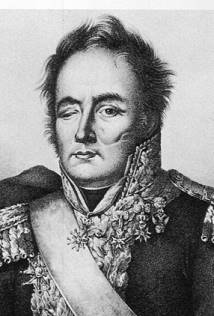
Gen. Pierre François Joseph Durutte, dowódca 32 Dywizji
w 1813

- 32 Dywizja - gen. dyw. Pierre François Joseph Durutte (1767–1827)
- 1 Brygada - gen. Pierre Devaux
  - 35 Pułk Piechoty Lekkiej
  - 132 Pułk Piechoty Liniowej - płk Paul Augustin Tridoulat
- 2 Brygada - gen. Antoine Anatole Gédéon Jarry (1864–1819)
  - 26 Pułk Piechoty Lekkiej - płk Paul Hyppolyte Alexandre Baume
  - 131 Pułk Piechoty Liniowej - płk Henry Maury (1763–1813)
  - Dwie baterie piesze, oddział wozów artylerysjkich
- 3 Brygada
  - 133 Pułk Piechoty Liniowej - płk Paul Alexis Joseph Menu de Menil
  - Pułk Wurzburga - płk Moser
  - Dwie baterie piesze, oddział wozów artyleryjskich

- Brygada Lekkiej Kawalerii - płk von Lindenau
  - Husarzy saksońscy - mjr von Failtsch (8 szwadronów)
  - Lansjerzy saksońscy - płk Thumel (5 szwadronów)
  - Dwie baterie konne artylerii saksońskiej
  - Rezerwa i tabor korpusu - bateria piesza, kompania saperów, oddziały wozów artyleryjskich

Podczas Bitwy pod Lipskiem Korpus Saksoński Reynier’a zdradził Francuzów i przeszedł na stronę wroga. Był to olbrzymi cios a gen. Reynier będąc ze swoim Korpusem został natychmiast uwięziony przez swoich podwładnych.